# ハレルヤ・ハリケーン
「ハレルヤ・ハリケーン」（原題：It's Raining Men）は、ウェザー・ガールズが1982年にリリースしたシングル。

## ジェリ・ハリウェルのカバー
イギリスの歌手、ジェリ・ハリウェルは2001年にカバー・ヴァージョンを録音し、2枚目のアルバム『スクリーム』のリードシングルとしてリリースした。ハリウェルのヴァージョンは映画『ブリジット・ジョーンズの日記』のサウンドトラックに使われた。
ハリウェルのヴァージョンはイギリスのシングルチャートで通算および連続4枚目の1位を記録した（2週連続）。